# Virola divergens
Virola divergens Ducke è un albero della famiglia Myristicaceae.

## Descrizione
Si presenta come un albero che cresce fino a 25 metri di altezza. Il frutto è ovoidale - ellissoidale, lungo dai 18 ai 38 millimetri in gruppi da 4 a 8.

## Biochimica
Parti della pianta contengono dimetiltriptamina.